# Compsobraconoides rufator
Compsobraconoides rufator är en stekelart som först beskrevs av Szepligeti 1906.  Compsobraconoides rufator ingår i släktet Compsobraconoides och familjen bracksteklar. Inga underarter finns listade i Catalogue of Life.